# Zendersluiting
Een zendersluiting is het moment waarop een televisie- of radiozender stopt met uitzenden voor een bepaalde periode (meestal gedurende de nacht). Een zendersluiting is het tegenovergestelde van een zenderopening.
Zodra een Nederlandse tv-uitzending vanuit de controlekamer afgelopen is, wordt er gebeld naar een computer in Hilversum, waar vrijwel alle tv-zenders een schakelaar hebben zitten. Er wordt een code ingetoetst, waarna er een testbeeld op het scherm verschijnt.
Vroeger werd de televisieavond op de Nederlandse publieke omroepen afgesloten met het Wilhelmus. Daarna ging de zender op zwart. Sinds de televisie ook 's nachts uitzendt komt dit niet meer voor.